# Oribe (Álava)
Oribe es un despoblado que actualmente forma parte de los concejos de Erbi y Sojo, que están situados en el municipio de Ayala, en la provincia de Álava, País Vasco (España).

## Toponimia
A lo largo de los siglos ha sido conocido con los nombres de Horue, Orive, Oruve y Uribe.

## Historia
Documentado desde 1095, se desconoce cuándo se despobló.